# Eržišće
Eržišće (en italien : Ersischie) est une localité de Croatie située en Istrie, dans la municipalité de Sveta Nedelja, dans le comitat d'Istrie. En 2001, la localité comptait 58 habitants.

## Démographie
| 1948 | 1953 | 1961 | 1971 | 1981 | 1991 | 2001 |
| ---- | ---- | ---- | ---- | ---- | ---- | ---- |
| 147  | 144  | 123  | 93   | 79   | 71   | 58   |